# Man from Plains
Man from Plains (původně He Comes in Peace) je americký dokumentární film z roku 2007. Natočil jej režisér Jonathan Demme. Snímek následuje bývalého amerického prezidenta Jimmyho Cartera při jeho turné, které absolvoval v rámci podpory své knihy Palestine: Peace Not Apartheid. Premiéru měl 10. září roku 2007 na Torontském mezinárodním filmovém festivalu. Autorem originální hudby k filmu je Alejandro Escovedo.